# Maurice Wilkins
Maurice Hugh Frederick Wilkins, CBE, FRS, angleški fizik in molekularni biolog, * 15. december 1916, Pongaroa, Wairarapa, Nova Zelandija, † 5. oktober 2004, London, Združeno kraljestvo.
Wilkins je raziskoval na področjih fosforescence, radarja, separacije izotopov in rentgenske difrakcije. Najbolj znan je po svojem prispevku k odkritju zgradbe molekule DNA, za katerega je skupaj s Francisom Crickom in Jamesom Watsonom prejel Nobelovo nagrado za fiziologijo in medicino leta 1962.

## Življenje
Rodil se je v Pongaroi na Novi Zelandiji, njegov oče je bil po poklicu zdravnik. Njegovi predniki po očetovi strani so bili iz Dublina, ko je bil Maurice star šest let, pa se je družina preselila v Birmingham v Angliji, kjer se je izobraževal.
Bil je dvakrat poročen, v prvem zakonu je imel enega otroka. Leta 1959 se je drugič poročil, z ženo Patricio Ann Chidgey sta imela štiri otroke: Sarah, George, Emily in William. Leta 2003 je objavil avtobiografijo z naslovom Tretji mož dvojnega helixa (angleško The Third Man of the Double Helix).